# Kukufeldia
Kukufeldia byl rod býložravého ornitopodního dinosaura, který žil v období spodní křídy. Jeho pozůstatky byly popsány již roku 1848 Gideonem A. Mantellem v souvrství Wealden na jihu Anglie (nedaleko Cuckfieldu v Západním Sussexu). Téměř kompletní pravá čelistní kost (NHMUK 28660) byla v roce 2010 identifikována jako fosilie dosud neznámého iguanodontního dinosaura. Původní druh Iguanodon anglicus byl tedy překlasifikován jako typový druh Kukufeldia tilgatensis.